# Curt Siegel (Ingenieur)
Curt Siegel (* 11. März 1852 in Leipzig; † 13. Oktober 1908 in St. Petersburg) war ein deutscher Ingenieur und Fabrikbesitzer in St. Petersburg.

## Werdegang

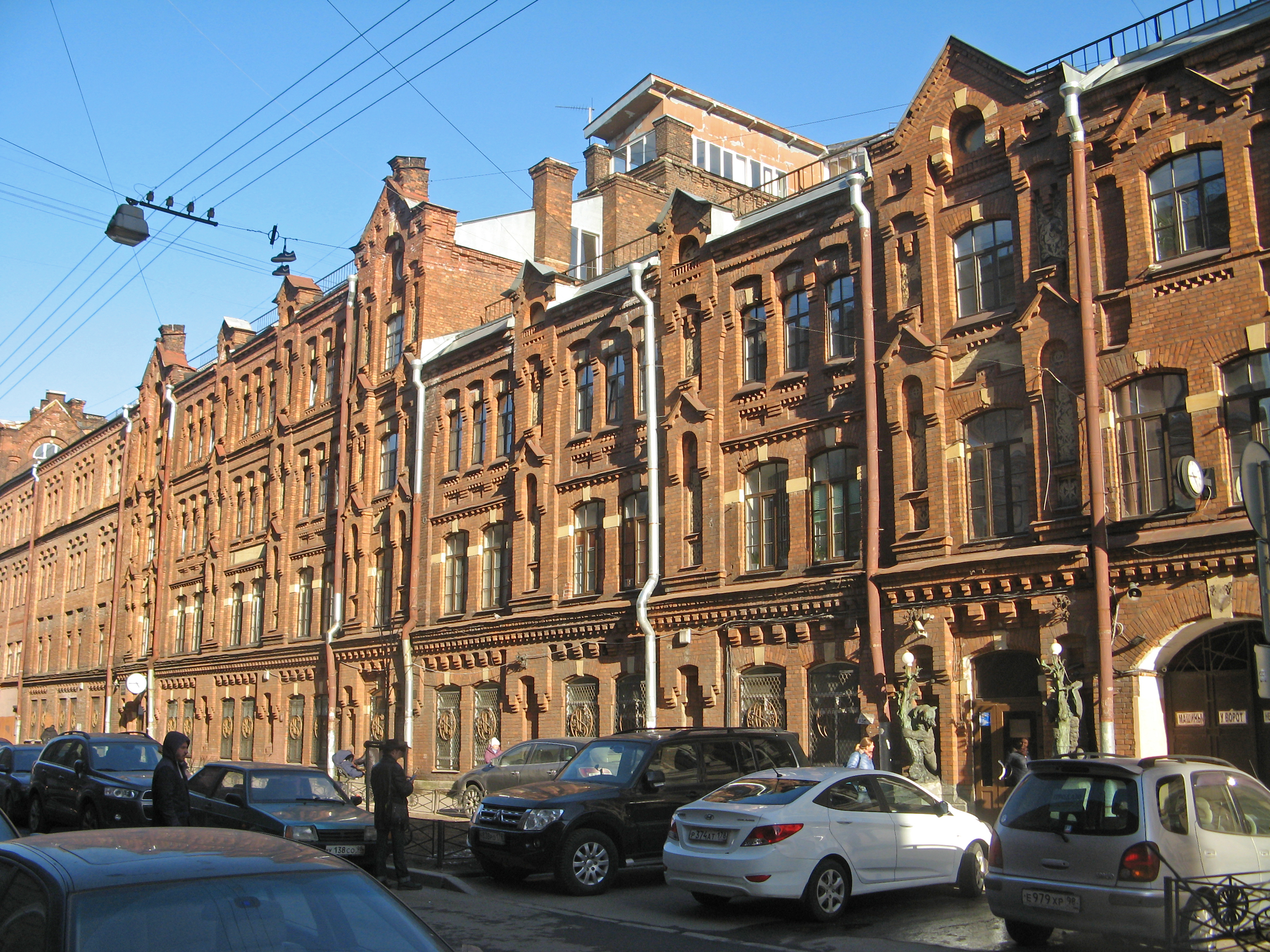
Siegels Fabrik in der Dostojewski-Straße, St. Petersburg

Curt Siegel studierte am Polytechnikum in Karlsruhe, wo er Mitglied der Burschenschaft Teutonia wurde. Er arbeitete zunächst in verschiedenen Werken in Deutschland, bis er 1876 nach St. Petersburg zog. Dort arbeitete er in der Metallwarenfabrik Lessner. Später arbeitete er in dem Werk von Robert Dünz, welches er kurz darauf kaufte.
1889 kaufte Siegel ein neues Gebäude und eröffnete Zweigstellen in Reval, Rostov am Don und Moskau. An der Yamskaya-Straße (heute Dostojewski-Straße) ließ er vom Architekten Ieronim Sewastjanowitsch Kitner ein neues Fabrikgebäude errichten. 1903 eröffnete er ein weiteres Werk in der Moskauer Chaussee. 
Er war mit Jenny geb. Hueck (1860–1940) verheiratet, Curt Siegel (Bildhauer) war sein Sohn.
Siegel wurde im evangelischen Smolensker Friedhof begraben.